# Molot Prikamie Perm
Le Molot Prikamié Perm est un club de hockey sur glace de Perm en Russie. Il évolue dans la VHL, le second échelon russe.

## Historique
Le club est créé en 1948 sous le nom de SK im. Sverdlova. En 1959, il est renommé Molot Perm. En 1997, il est renommé Molot Prikamié Perm.

## Palmarès
- Vyschaïa Liga : 2004.